# Ludvig Fenger
Ludvig Peter Fenger, född 7 juli 1833, död 9 mars 1905, var en dansk arkitekt, son till P.A. Fenger.
Fenger blev 1852 student och samma år filosofie kandidat, ägnade sig därefter åt byggnadskonsten, vann flera gånger medalj vid Konstakademien, var 1867-69  dess resestipendiat och blev efter sin hemkomst medlem av akademien. Åren 1876-1880 uppförde han i Köpenhamn Sankt Jakobs Kirke, på Østerbro, i spetsbågestil, och Matteuskirken, på Vesterbro, i rundbågestil. År 1886 blev han stadsarkitekt i Köpenhamn och uppförde som sådan folkskolehus, huvudbrandstationen, det stora fängelset vid Vestrefælledvej med mera. Fenger utgav Dorische polychromi (1886, med stora avbildningar i färgtryck) och, tillsammans med K.V. Bruun, Thorvaldsens Museums Historie (1892).

## Utmärkelser
- Riddare av Dannebrogorden,  1890[4]
- Dannebrogsmännens hederstecken,  1897[4]

[Redigera Wikidata]